# Timandra nigra
Timandra nigra är en fjärilsart som beskrevs av Hans Rebel 1910. Timandra nigra ingår i släktet Timandra och familjen mätare. Inga underarter finns listade i Catalogue of Life.